# أولاد أحمد (بوحمام)
أولاد أحمد هي إحدى مشيخات المملكة المغربية، تتبع جغرافيا لإقليم سيدي بنور وإداريًا لبوحمام. يقدر عدد سكانها بـ 26262 نسمة حسب الإحصاء الرسمي للسكان والسكنى لسنة 2004.